# آدم‌گریز ابرت
آدم‌گریز ابرت (نام علمی: Melozone aberti) نام یک گونه از سرده آدم‌گریز است.